# Championnat de Russie féminin de football 2018
Navigation
Édition précédente Édition suivante
La saison 2018 du Championnat de Russie féminin de football est la vingt-septième saison du championnat. Le Zvezda 2005, vainqueur de l'édition précédente, remet son titre en jeu. LE FK Rossiyanka a été dissous pour raisons financières, remplacé par le Lokomotiv Moscou, et le promu est le Torpedo Ijevsk.
Le titre est remporté par le Riazan VDV qui remporte son quatrième championnat de Russie, le premier depuis 2013.

## Organisation

### Équipes participantes
Ce tableau présente les huit équipes qualifiées pour disputer le championnat. 
Légende des couleurs
- Seizièmes de finale de la Ligue des champions féminine 2018-2019
- Promu de deuxième division

| Club                 | Classement 2017 | Stade             | Capacité | Ville       |
| -------------------- | --------------- | ----------------- | -------- | ----------- |
| Zvezda 2005          | 1er             | Stade Zvezda      | 17 000   | Perm        |
| Riazan VDV           | 2e              | Stade Spartak     | 6 000    | Riazan      |
| Tchertanovo Moscou   | 3e              | Arena Tchertanovo | 490      | Moscou      |
| CSKA Moscou          | 4e              | Stade Oktyabr     | 5 083    | Moscou      |
| Kubanochka Krasnodar | 5e              | Stade Trud        | 3 000    | Krasnodar   |
| Ienisseï Krasnoïarsk | 7e              | Arena Ienisseï    | 3 000    | Krasnoïarsk |
| Torpedo Ijevsk       | 2e (D2)         | Stade Kupol       | 5 000    | Ijevsk      |
| Lokomotiv Moscou     | Fondation       | Sapsan Arena      | 10 000   | Moscou      |

## Compétition

### Classement
| Rang | Équipe               | Pts | J  | G  | N | P  | Bp | Bc | Diff |
| ---- | -------------------- | --- | -- | -- | - | -- | -- | -- | ---- |
| 1    | Riazan VDV           | 33  | 14 | 10 | 3 | 1  | 21 | 3  | +18  |
| 2    | Tchertanovo Moscou   | 26  | 14 | 8  | 2 | 4  | 22 | 20 | +2   |
| 3    | Zvezda 2005 T C      | 25  | 14 | 8  | 1 | 5  | 21 | 14 | +7   |
| 4    | CSKA Moscou          | 25  | 14 | 7  | 4 | 3  | 20 | 10 | +10  |
| 5    | Kubanochka Krasnodar | 20  | 14 | 6  | 2 | 6  | 17 | 14 | +3   |
| 6    | Lokomotiv Moscou P   | 20  | 14 | 5  | 5 | 4  | 22 | 8  | +14  |
| 7    | Ienisseï Krasnoïarsk | 9   | 14 | 2  | 3 | 9  | 9  | 21 | -12  |
| 8    | Torpedo Ijevsk P     | 0   | 14 | 0  | 0 | 14 | 1  | 43 | -42  |

| Légende : Qualifications et relégations | Légende : Qualifications et relégations                                |
| --------------------------------------- | ---------------------------------------------------------------------- |
|                                         | Ligue des champions féminine 2019-2020                                 |
|                                         | T : Tenant du titre P : Promu C : Vainqueur de la Coupe de Russie 2018 |

## Bilan de la saison
| Championnat de Russie féminin de football 2018        |                       |
| Champion                                              | Riazan VDV (4e titre) |
| Coupes et trophées                                    |                       |
| Vainqueur de la Coupe de Russie 2018                  | Zvezda 2005           |
| Qualifications continentales                          |                       |
| Ligue des champions féminine de l'UEFA 2019-2020      | Riazan VDV            |
| Ligue des champions féminine de l'UEFA 2019-2020      | FK Tchertanovo Moscou |
| Promotions et relégations                             |                       |
| Promus en Championnat de Russie féminin de football   |                       |
| Relégués en Championnat de Russie féminin de football |                       |